# Dromaeosaurus
Dromaeosaurus (/ˌdrɒmiː[invalid input: 'ɵ']ˈsɔːrəs/,"thằn lằn chạy") là một chi khủng long theropoda sống vào thời kỳ Creta muộn (tầng Champagne), khoảng chừng 76,5 tới 74,8 triệu năm trước, tại miền Tây Hoa Kỳ và Alberta, Canada. Loài điển hình là Dromaeosaurus albertensis, được mô tả bởi William Diller Matthew và Barnum Brown năm 1922.